# Эль-Балад (Джидда)
Эль-Балад — исторический район и центр Джидды, второго по величине города Саудовской Аравии. Его название дословно переводится как «город».
Эль-Балад появился в VII веке и на протяжении истории служил центром Джидды. Оборонительные стены Эль-Балада были разрушены в 1940-х годах. В 1970-х и 1980-х годах, когда Джидда начала богатеть из-за нефтяного бума, многие горожане переехали на север, подальше от Эль-Балада, поскольку этот район напоминал им о менее благополучных временах. В Эль-Баладе существовал дефицит парковочных мест для больших автомобилей. В его магазинах не продавалась дорогая дизайнерская одежда. На смену местному саудовскому населению пришли бедные иммигранты. Муниципалитет Джидды озаботился сохранением исторического наследия Джидды в 1970-х годах. В 1991 году муниципалитет Джидды основал Общество исторической охраны Джидды для сохранения исторической архитектуры и культуры Эль-Балада. В 2002 году на нужды общества было выделено 4 миллиона долларов США. В 2009 году Эль-Балад был выдвинут Саудовской комиссией по туризму и древностям для включения в список Всемирного наследия ЮНЕСКО, куда он был принят в 2014 году.
В целях сохранения старых сооружений в Эль-Баладе в 1990 году был создан Отдел охраны исторических территорий, который также призван содействовать развитию культурного туризма в стране. Наследный принц Саудовской Аравии Мухаммед ибн Салман Аль Сауд пообещал выделить сумму в размере $ 13,33 млн для восстановления старого города в Джидде. Были выделены 450 зданий, которые необходимо отремонтировать.
В 2007 году была образована Компания городского развития Джидды для восстановления Эль-Балада.

## Исторические кварталы
Эль-Балад традиционно делится на несколько различных кварталов :
- Эль-Мазлум: район был назван в честь Абдулкарима аль-Барзанджи, который был убит османским правительством, и расположен в северо-восточной части Эль-Балада к северу от улицы Эль-Алави и включает в себя Дар аль-Кабаль, мечеть Аль-Шафи и Сук аль-Джамаа.
- Эш-Шам: расположен в северной части Эль-Балада и включает в себя районы Дар-эль-Сарти и Дар-эль-Захид.
- Эль-Йемен: расположен в южной части Эль-Балада к югу от улицы Эль-Алави и получил своё от страны Йемен. Он включает в себя районы Дар-эль-Нассиф, Дар-эль-Джумджум, Дар-эш-Шаарави и Дар-эль-Абдул-Самад.
- Эль-Бахр: расположен в юго-западной части Джидды, с видом на море и Дом Дар-эль-Радван.

## Исторические дома
Среди самых известных и старейших зданий Эль-Балада выделяются Дом Нассиф и дом Эль-Джамджум в квартале Йемен, дом Эль-Бакшан, мечеть Эль-Кабаль, мечеть Эш-Шафи в Эль-Мазлуме, Дар-эль-Банаджа и дома Аль-Захед в районе Эш-Шам. Некоторые из этих зданий в высоту превышают 30 метров. Они преимущественно находятся в хорошем состоянии.
В старом городе Джидде находятся дома 500-летней давности, которые в настоящее время подлежат реконструкции, на которое наследный принц Саудовской Аравии Мухаммед ибн Салман Аль Сауд пообещал выделить сумму в размере 13,3 миллионов долларов США для восстановления 56 зданий. Проект реконструкции будет реализован Министерством культуры.

## Галерея

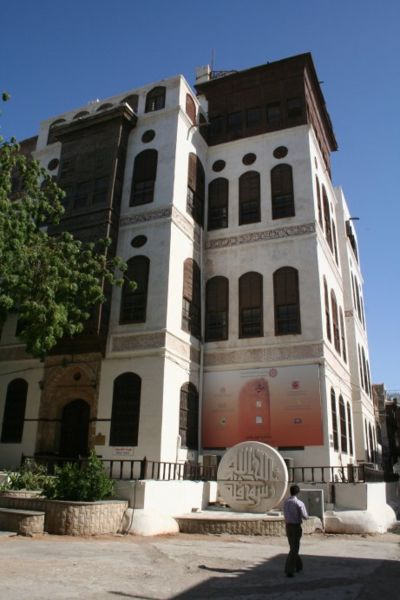
Дом Нассиф, Джидда
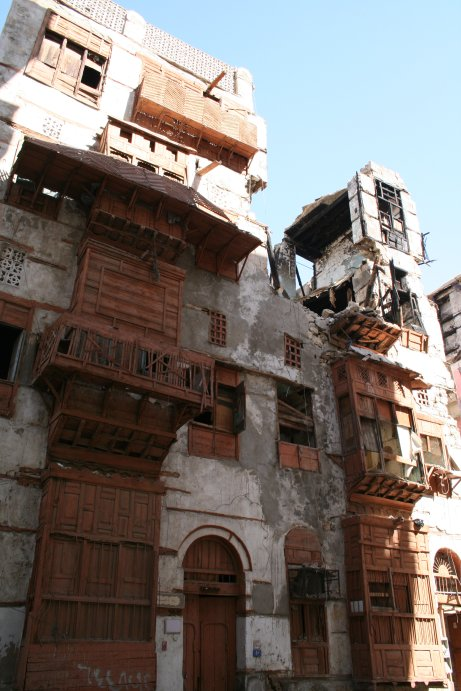
Руины в Эль-Баладе, Джидда
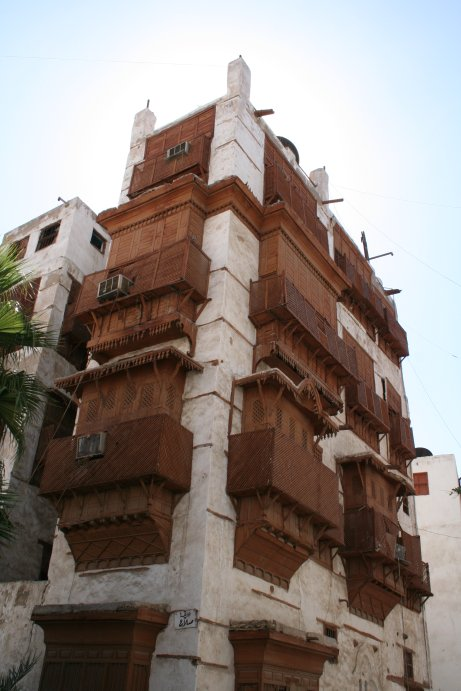
Традиционный дом в Эль-Баладе, Джидда
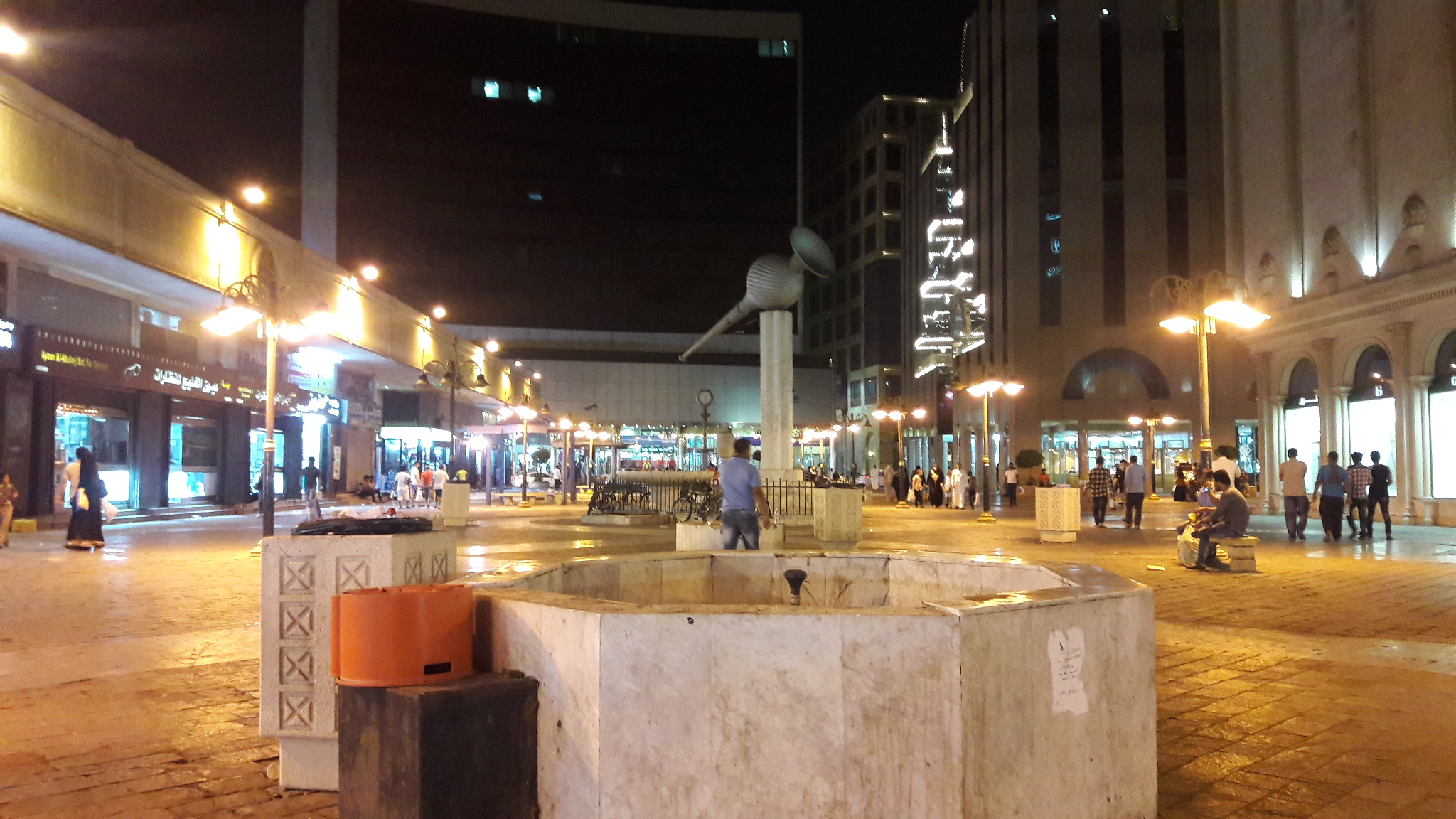
Эль-Балад, Джидда

## Исторический фестиваль в Джидде
В историческом районе Джидды ежегодно проходит фестиваль. Основная цель этого мероприятия — подчеркнуть историческое и культурное значение Эль-Балада. Во время его проведения посетители гуляют по старым улицам и переулкам. Кроме того, в его рамках организовывается ряд традиционных развлекательных мероприятий для детей и взрослых. В ходе Сезонного туристического фестиваля Джидда 2019 в Эль-Баладе прошёл ряд мероприятий, которые проводились под общим названием «Канз эль-Балад».